# Regione di Pemba Nord
La regione di Pemba Nord (ufficialmente Pemba North, in inglese) è una regione della Tanzania, costituita dalla parte settentrionale dell'isola di Pemba, nell'Oceano Indiano. La capitale è Wete.

## Distretti
La regione è divisa amministrativamente due distretti:
- Wete
- Micheweni